# 石柱镇
石柱镇是中国浙江省永康市所辖的一个镇，位于永康城区东南部，面积65.42平方公里，辖43个行政村、2个社区，常住人口3.1419万人。石柱镇与东城街道、江南街道、前仓镇、舟山镇、方岩镇、芝英镇以及缙云县接壤。
石柱镇为永康的一处交通要地，金温铁路、330国道、长深高速公路、35省道（临石线）等均通过或起讫于石柱镇。

## 行政区划
石柱镇下辖以下地区：
石柱社区、俞溪头社区、石柱村、田畈林村、江瑶村、泉湖村、前塘头村、磨山村、俞泽村、前罗村、阳龙村、筻里村、塘里村、华川村、下陈村、里溪寨村、厚莘村、后郎村、下里溪村、妙端村、新华村、长端头村、横麓村、姓傅村、下寮村、麻车口村、湖塘村、上杨村、俞溪头村、前阳村、云溪村、天表村、西岐村、下杨村、前郎村、峰箬村、新店村、塘花村、后项村、殿下村、郎村、姚塘村、华山村、池宅村和厚仁村。